# Canottaggio ai Giochi della IX Olimpiade
Le gare di canottaggio dei Giochi della IX Olimpiade si sono svolte dal 3 al 10 agosto 1928 a Sloten, Amsterdam.

## Podi
| Evento                            | Oro | Argento | Bronzo |
| Singolo maschile (dettagli)       | Henry Pearce | Ken Myers | David Collet |
| Due di coppia maschile (dettagli) | Stati Uniti Paul Costello Charles McIlvaine | Canada Joe Wright Jr. Jack Guest | Austria Leo Losert Viktor Flessl                                                                                                   |
| Due senza maschile (dettagli)     | Germania Bruno Müller Kurt Moeschter | Gran Bretagna Terence O'Brien Robert Nisbet | Stati Uniti Paul McDowell John Schmitt                                                                                             |
| Due con maschile (dettagli)       | Svizzera Hans Schöchlin Karl Schöchlin Hans Bourquin                                                                                                  | Francia Édouard Marcelle Armand Marcelle Henri Préaux                                                                                            | Belgio Léon Flament François De Coninck Georges Anthony                                                                            |
| Quattro senza maschile (dettagli) | Gran Bretagna John Lander Michael Warriner Richard Beesly Edward Bevan                                                                                | Stati Uniti Charles Karle William Miller George Healis Ernest Bayer                                                                              | Italia Cesare Rossi Pietro Freschi Umberto Bonadè Paolo Gennari                                                                    |
| Quattro con maschile (dettagli)   | Italia Valerio Perentin Giliante D'Este Nicolò Vittori Giovanni Delise Renato Petronio                                                                | Svizzera Ernst Haas Joseph Meyer Otto Bucher Karl Schwegler Fritz Bösch                                                                          | Polonia Franciszek Bronikowski Edmund Jankowski Leon Birkholc Bernard Ormanowski Bolesław Drewek                                   |
| Otto maschile (dettagli)          | Stati Uniti Marvin Stalder John Brinck Francis Frederick William Thompson William Dally James Workman Hubert A. Caldwell Peter Donlon Donald Blessing | Gran Bretagna James Hamilton Guy Oliver Nickalls Felix Badcock Donald Gollan Harold Lane Gordon Killick Jack Beresford Harold West Arthur Sulley | Canada Frederick Hedges Frank Fiddes Jack Hand Herbert Richardson Jack Murdoch Athol Meech Edgar Norris William Ross John Donnelly |

## Medagliere
| Posizione | Paese       | Oro | Argento | Bronzo | Totale |
| --------- | ----------- | --- | ------- | ------ | ------ |
| 1         | Stati Uniti | 2   | 2       | 1      | 5      |
| 2         | Regno Unito | 1   | 2       | 1      | 4      |
| 3         | Svizzera    | 1   | 1       | 0      | 2      |
| 4         | Italia      | 1   | 0       | 1      | 2      |
| 5         | Germania    | 1   | 0       | 0      | 1      |
| 5         | Australia   | 1   | 0       | 0      | 1      |
| 7         | Canada      | 0   | 1       | 1      | 2      |
| 8         | Francia     | 0   | 1       | 0      | 1      |
| 9         | Belgio      | 0   | 0       | 1      | 1      |
| 9         | Austria     | 0   | 0       | 1      | 1      |
| 9         | Polonia     | 0   | 0       | 1      | 1      |
| Totale    | Totale      | 7   | 7       | 7      | 21     |